# Wolfgang Drake
Olof Petrus Wolfgang Drake af Hagelsrum, född 24 april 1824 på Föllingsö, Kisa socken, död 8 juni 1863 i Stockholm, var en svensk kostymordonnatör och tecknare.
Han var son till professor Erik Drake och Elisabet Catharina Printzensköld samt bror till Arvid Drake.
Drake af Hagelsrum var anställd vid Kungliga teatern i Stockholm som kostymordonnatör. Vid sidan av sitt arbete var han verksam som målare och tecknare bland annat gav han ut den illustrerade skriften Miniatyrgalleri av svenska lärde, vitterlekare och konstnärer samt ett stort antal porträtt av medlemmar av släkten Printzensköld. Drake af Hagelsrum är representerad vid Uppsala universitetsbibliotek med ett tiotal teckningar och akvareller.